# Łukasz Bodnar
Łukasz Bodnar (Breslavia, 10 maggio 1982) è un ex ciclista su strada polacco.

## Biografia
È il fratello maggiore del ciclista Maciej Bodnar.

## Palmarès

### Strada
- 2004 (Hoop-CCC-Polsat-Atlas, una vittoria)

Campionati polacchi, Prova a cronometro Under-23
- 2007 (Intel-Action, tre vittorie)

Campionati polacchi, Prova a cronometro Elite
4ª tappa Wyścig Solidarności i Olimpijczyków (Ożarów, cronometro)
Classifica generale Wyścig Solidarności i Olimpijczyków
- 2008 (DHL-Author, tre vittorie)

Campionati polacchi, Prova a cronometro Elite
4ª tappa Wyścig Solidarności i Olimpijczyków (Ożarów, cronometro)
Classifica generale Wyścig Solidarności i Olimpijczyków
- 2009 (CCC Polsat Polkowice, tre vittorie)

8ª tappa Tour du Maroc (Khenifra > Meknès)
3ª tappa Dookoła Mazowsza (Szydłowiec, cronometro)
Classifica generale Dookoła Mazowsza
- 2010 (CCC Polsat Polkowice, una vittoria)

3ª tappa Szlakiem Grodów Piastowskich (Polkowice, cronometro)
- 2013 (Bank BGŻ, due vittorie)

2ª tappa Małopolski Wyścig Górski (Niepołomice > Jodłownik)
Classifica generale Małopolski Wyścig Górski

#### Altri successi
- 2008 (DHL-Author)

5ª tappa Dookoła Mazowsza (Szydłowiec, cronosquadre)
- 2013 (Bank BGŻ)

Classifica scalatori Małopolski Wyścig Górski

## Piazzamenti

### Classiche monumento
- Giro di Lombardia

2003: ritirato

### Competizioni mondiali
- Campionati del mondo

Verona 1999 - In linea Junior: 57º
Plouay 2000 - Cronometro Junior: 3º
Plouay 2000 - In linea Junior: 79º
Lisbona 2001 - Cronometro Under-23: 18º
Lisbona 2001 - In linea Under-23: 75º
Verona 2004 - Cronometro Under-23: 9º
Verona 2004 - In linea Under-23: ritirato
Madrid 2005 - Cronometro Elite: 41º
Stoccarda 2007 - Cronometro Elite: 54º
Varese 2008 - Cronometro Elite: 28º
Varese 2008 - In linea Elite: ritirato

### Competizioni europee
- Campionati europei

Apremont 2001 - In linea Under-23: 96º
Bergamo 2002 - Cronometro Under-23: 28º
Otepää 2003 - Cronometro Under-23: 10º
Otepää 2003 - In linea Under-23: 96º